# کونوپکی ویلکیه
کونوپکی ویلکیه (به لهستانی:  Konopki Wielkie) یک روستا در لهستان است که در گمینا میوکی واقع شده‌است.